# Charles Sanguinet
Charles Sanguinet, aussi nommé Charles-Amable Sanguinet, né à Varennes en 1802 et mort le 18 janvier 1839 à Montréal (Bas-Canada), est un cultivateur ainsi qu'un partisan patriote du Bas-Canada. Suite aux événements de la Rébellion des Patriotes, il est l'un des Patriotes exécutés le 18 janvier 1839, aux côtés de son frère Christophe-Ambroise Sanguinet. La circonscription québécoise de Sanguinet est nommé en l'honneur de Charles Sanguinet et de son frère Christophe-Ambroise.

## Biographie
Charles est le fils d’Ambroise Sanguinet de Lasalle, seigneur de Lasalle, et de Julie Lemoyne de Martigny, et le frère de Charles Sanguinet. Il épousa Catherine Hamel en 1826. Sanguinet exerça le métier de cultivateur à Saint-Philippe.
Le 3 novembre 1838, il fit partie d’un groupe de patriotes qui, en voulant désarmer le loyaliste David Vitty dans sa maison à Saint-Constant, s’engagèrent dans une fusillade. Le loyaliste Aaron Walker fut alors tué. Sanguinet fut emprisonné le 16 novembre 1838 et connut un procès en Cour martiale du 3 au 10 janvier 1839. Il fut ensuite condamné à mort pour haute trahison et exécuté par pendaison à la prison du Pied-du-Courant le 18 janvier 1839, le même jour que son frère Christophe-Ambroise. Par la suite, ses biens furent saisis et vendus pour crime de haute trahison le 2 septembre 1841.

## Référence
1. 1 2 3  Alain Messier, Dictionnaire encyclopédique et historique des patriotes, 1837-1838, Montréal, Guérin, 2002, 497 p. (lire en ligne)
2. ↑  David Penven, « La nouvelle circonscription Sanguinet est née », Le Reflet,‎ 28 septembre 2011 (lire en ligne)
3. ↑  « Sanguinet, Charles », sur Répertoire du patrimoine culturel du Québec (consulté le 17 décembre 2024)